# 愛知県道249号長草東海線

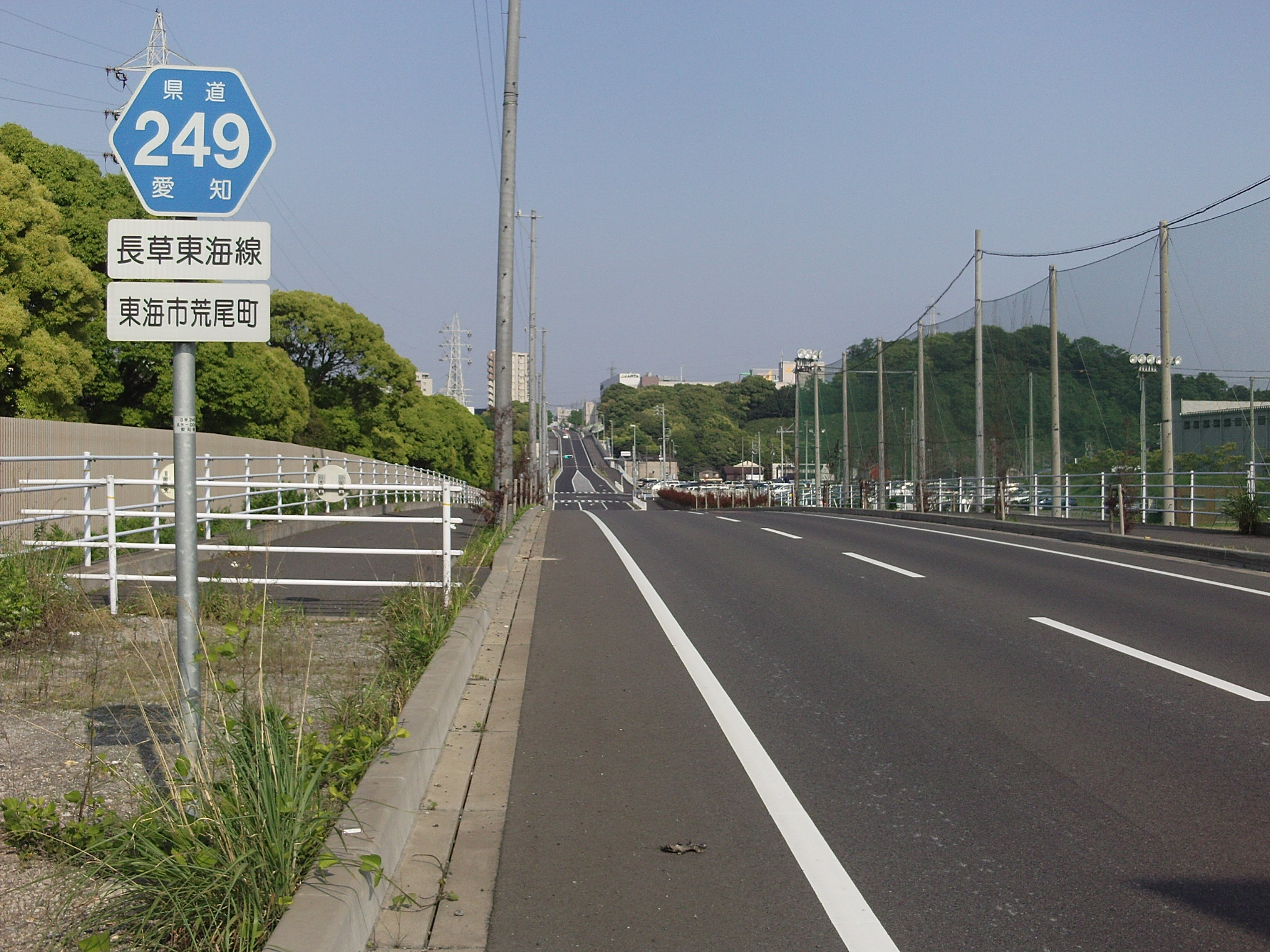
終点付近。西知多産業道路荒尾インターチェンジまで延長されたバイパス区間。（東海市荒尾町）

愛知県道249号長草東海線（あいちけんどう249ごう ながくさとうかいせん）は、愛知県大府市から東海市へ至る一般県道である。

## 概要

### 路線データ
- 起点：愛知県大府市長草町
- 終点：愛知県東海市荒尾町（国道247号交点）

## 沿革
- 1959年12月15日：認定[1]
- 2009年3月：道路延伸により荒尾ICにて西知多産業道路と接続[要出典]。

## 地理

### 通過する自治体
- 愛知県
  - 大府市 - 東海市

### 交差する道路
- 愛知県道23号東浦名古屋線（本郷交差点）
- 愛知県道243号東海緑線（本郷交差点）
- 愛知県道55号名古屋半田線（半田街道）（寿鎌交差点・平洲橋西交差点・寄亀交差点・荒尾町交差点）
- 国道247号（西知多産業道路）（上畑交差点）

### 沿線
- 知多半島道路 大府パーキングエリア
- アピタ 東海荒尾店